# Noi non ci saremo/Spegni quella luce
Noi non ci saremo/Spegni quella luce è il quinto singolo discografico del gruppo musicale I Nomadi pubblicato in Italia nel 1966 dalla Columbia.

## Tracce
Lato A
1. Noi non ci saremo – 2:43

Lato B
1. Spegni quella luce – 2:18

## Formazione
- Beppe Carletti: tastiere
- Bila Copellini: batteria
- Gianni Coron: basso
- Augusto Daolio: voce
- Franco Midili: chitarra